# Dipoena nigra
Dipoena nigra är en spindelart som först beskrevs av James Henry Emerton 1882.  Dipoena nigra ingår i släktet Dipoena och familjen klotspindlar. Inga underarter finns listade i Catalogue of Life.